# Zeuxidia doubledaii
Zeuxidia doubledaii is een vlinder uit de familie Nymphalidae. De wetenschappelijke naam van de soort is voor het eerst geldig gepubliceerd in 1851 door John Obadiah Westwood.